# Żurawica (województwo świętokrzyskie)
Żurawica – wieś w Polsce położona w województwie świętokrzyskim, w powiecie sandomierskim, w gminie Obrazów.
| SIMC    | Nazwa   | Rodzaj    |
| ------- | ------- | --------- |
| 0801160 | Kolonie | część wsi |

Prywatna wieś szlachecka Żórawice położona była w drugiej połowie XVI wieku w powiecie sandomierskim województwa sandomierskiego. W latach 1975–1998 miejscowość należała administracyjnie do województwa tarnobrzeskiego.
Przez miejscowość przebiega droga krajowa nr 77 z Lipnika do Przemyśla.
Miejsce urodzenia Jakuba Parkoszowica – autor pierwszego traktatu o ortografii polskiej z ok. 1440 r., profesor i rektor Akademii Krakowskiej. Dzięki niemu wieś Żurawica nosi miano kolebki ortografii polskiej.
Stara wieś położona w pobliżu Sandomierza w dolinie małej rzeczki Żurawki - dopływu Koprzywianki. Wieś położona w malowniczej dolinie.
Pierwsze źródła wymieniają Żurawicę w XIII w. W XV w. początkowo jako Zorawica, Żórawica, Żórawice. Żurawica była własnością Wilhelma Parkosza herbu Godziemba. Parkoszowie zamieszkiwali w XIV i XV w.  Żurawicę. Z Żurawicy pochodził polski gramatyk Jakub Parkocz z Żurawicy- szlachcic herbu Godzięba, zmarły w 1455 r. Był on m.in. Proboszczem Kościoła na Skałce w Krakowie oraz rektorem Akademii Krakowskiej
Na początku XVIII w. wieś należała do rodu Sapiehów. W 1781 r. wieś, z rąk Elżbiety Branickiej, księżnej Sapieżyny, przechodzi do Jana Olechowskiego.
W XIX wieku dobra Żurawica należały do Ludwika Paszkiewicza (1837-1901), absolwenta Instytutu w Marymoncie (1858). Żona Ludwika Paszkiewicza, Emilia Maria z Kotkowskich (1847-1915), pochodziła ze znanego na Sandomierszczyźnie rodu Kotkowskich, właścicieli Bodzechowa. Emilia Paszkiewiczowa z Żurawicy była ciotką Antoniny z Kotkowskich Gombrowiczowej - matki pisarza Witolda Gombrowicza. Epitafium Ludwika i Emilii z Kotkowskich Paszkiewiczów znajduje się w kościele parafialnym w Obrazowie. W 1904 roku wdowa po Ludwiku Paszkiewiczu, Emilia z Kotkowskich Paszkiewiczowa, sprzedała majątek Żurawica inżynierowi Franciszkowi Świeżyńskiemu za 46 000 rubli.
Ostatnimi - przed reformą rolną - właścicielami Żurawicy byli Świeżyńscy.
Po drugiej wojnie światowej dobra Świeżyńskich zostały upaństwowione. Przez wiele lat (od 1956 r.) działała tu Stacja Nasienno - Szkółkarska. Gospodarstwo nazywane „majątkiem” funkcjonowało do 1989 r. Po 1989 roku zostało podzielone i wydzierżawione przez kilku prywatnych właścicieli. Ze starego majątku pozostały jedynie zabudowania gospodarcze, w miejscu dworku Świeżyńskich wybudowany został blok mieszkalny dla pracowników stacji nasienno-szkółkarskiej. Tereny sadów zostały wydzierżawione i wykupione przez kilku sadowników.
W Żurawicy funkcjonował w przeszłości klub sportowy LKS „Żurawica”. 